# Byttneria ellipticifolia
Byttneria ellipticifolia är en malvaväxtart som beskrevs av Arenes. Byttneria ellipticifolia ingår i släktet Byttneria och familjen malvaväxter. Inga underarter finns listade i Catalogue of Life.